# صاحب جهان (فیلم ۱۹۶۱)
ارباب جهان (به انگلیسی: Master of the World) یک فیلم سینمایی رنگی آمریکایی در ژانر علمی تخیلی محصول سال ۱۹۶۱ میلادی که بر اساس رمان‌های ژول ورن، روبر فاتح و صاحب جهان (رمان) ساخته شده‌است. این فیلم به کارگردانی ویلیام ویتنی و بازیگران اصلی فیلم وینسنت پرایس، هنری هال و چارلز برانسون می‌باشند. فیلمنامه توسط ریچارد متیسون نوشته شده‌است.
کمپانی آمریکن اینترنشنال پیکچرز این فیلم را به صورت دوتایی با کنگا منتشر کرد.

## خلاصه داستان فیلم
در اواخر قرن نوزدهم: یک دانشمند و تیمش به عنوان مهمانان آقای رابر در یک کشتی هوایی مراسمی به بهانه صلح در زمین برگزار می‌کنند، صلح با همه، اما اهداف نظامی آقای رابر در کشتی اش برای بمباران دولت‌های مختلف باعث کشتار بی رحمانه مردم بی گناه می‌شود. حال باید دید آیا دانشمندان می‌توانند این کار را متوقف کنند؟

## بازیگران
- وینسنت پرایس
- چارلز برانسون در نقش جان استروک
- هنری هال
- مری وبستر در نقش دوروتی پرودنت
- دیوید فرانکام در نقش فیلیپ ایوانز
- ریچارد هریسون
- ویتو اسکاتی در نقش توپاژ (سرآشپز هوایی)[۱][۲][۳]